# Gai Cesti Gal Camerí
Gai Cesti Gal que portava l'agnomen Camerí (en llatí Caius Cestius Gallus Camerinus) va ser un magistrat romà del segle i. Va ser el pare de Cesti Gal, governador de Síria l'any 58.
Era senador i va ocupar diverses magistratures fins a arribar a cònsol l'any 35 juntament amb Marc Servili Nonià.